# Johannes Gallicus
Johannes Gallicus, auch Johannes Cartusiensis (* um 1415 in Namur; † 1473 oder 1474 in Parma) war ein franko-flämischer Musiktheoretiker und Mönch des Kartäuserordens in der frühen Renaissance.

## Leben und Wirken
Nach seiner musikalischen Grundausbildung in Namur (heute Provinzhauptstadt im wallonischen Belgien) ging Johannes Gallicus zur Fortsetzung seiner Studien nach Italien. Dort war der spätere englische Komponist John Hothby einer seiner Mitstudenten. An der Universität Pavia hat er eine Doktorarbeit (Dissertation) verteidigt; in diesem Zusammenhang ist der folgende lateinische argumentative Satz überliefert:
„... mihi coram oratione sua Papiae, quae Ticinum olim appellabatur, exposuit, volens opus suum a doctoribus comprobatum iri, cum ea quae optabat assequutus est, non reprehendisse Marchetum“ (John Hothby. Excitatio quaedam musicae artis per refutationem, hrsg. v. A. Seay, Rom 1964, Seite 51 und folgende).
In der ersten Hälfte der 1440er Jahre ist Gallicus in Mantua dem Kartäuserorden beigetreten. Vor dem Jahr 1446 besuchte er in Mantua Vorlesungen bei Vittorino da Feltre (1378–1446) über das Werk Musica des antiken Philosophen und Musiktheoretikers Boëthius (um 480–524). Dies hat das musiktheoretische Denken von Gallicus zutiefst beeinflusst. Hierzu ist von ihm folgende lateinische Bemerkung überliefert:
„Cum ad Italiam venissem ac sub optimo viro, Magistro Feltrensi, musicam Boetii diligenter audissem, qui me prius musicum aestimabam vidi necdum veram huius artis practicam attigisse practicam. Veram namque practicam musicae funditus tunc ignorabam, haec est: universa, quae scripta sunt hic et e puro forte Boetii prorsus exhausta velle scire“ (Johannes Gallicus. Ritus canendi, hrsg. v. A. Seay. Colorado Springs 1981, Band 1, Seite 78).
Während der Amtszeit von Papst Pius II. (1458–1464) verfasste er das umfangreiche musiktheoretische Werk Libellus musicalis de ritu canendi. Es gibt Hinweise, dass Gallicus in seinem letzten Lebensjahrzehnt in Parma gelehrt hat; dort gehörte der Historiker und Musiktheoretiker Niccolò Burzio (um 1453–1528) zu seinen Schülern. Im Jahr 1473 oder 1474 ist Gallicus dann in Parma verstorben.

## Bedeutung
Das musiktheoretische Denken von Johannes Gallicus war durchgängig auf die Wiederherstellung der „authentischen Kirchenmusik“ ausgerichtet, was auf seine Beschäftigung mit Guido von Arezzo (um 992 bis um 1050) und Boëthius zurückgeht. Er betrachtete Boëthius erstmals als Vermittler der antiken griechischen Musiktheorie und sieht diese in historisierender Weise. Aus dieser Haltung ergibt sich seine anhaltende Polemik gegen Marchetus de Padua, dem er vorwirft, von den Lehren Guido von Arezzos und von Boëthius abzuweichen.
Seine Schrift „Vera quamquam facilis“ behandelt in Anknüpfung an die Musica-enchiridadis-Scholien, an Guido von Arezzo und an die Tonartenlehren des zehnten bis zwölften Jahrhunderts im ersten Teil Tonbuchstaben, Dasia-Zeichen, Intervalle, Kirchentonarten und deren Differenzen, im zweiten Teil die Solmisation. 
In seinem Hauptwerk „Ritus canendi“ geht er im ersten Teil auf die Entstehung des Tonsystems ein, behandelt das Monochord, die antiken Genera, die Quart-, Quint- und Oktav-Species, die antiken Tonarten und die Buchstaben-Notation; im zweiten Teil hat er sein oben erwähntes Traktat „Vera quamquam facilis“ einbezogen und eine Abhandlung über den simplex contrapunctus angefügt. Seine weitere Schrift „Tam admirabilis“, bei der seine Autorschaft fraglich ist, erläutert im ersten Teil das elementare Rechnen und im zweiten Teil die Proportionen, die dem geltenden Tonsystem zugrunde liegen.

## Werke (Schriften)
- „Vera quamquam facilis ad canendum atque brevis introductio“ (wohl aus den 1440er oder 1450er Jahren), als selbständige Schrift zitiert in Franchino Gaffurios „Theoria musicae“ (1492), später eingegangen in den „Libellus musicalis“ (siehe unten).
- „Libellus musicalis de ritu canendi vetustissimo et nuovo“ (zwischen 1458 und 1464), überliefert in einer Handschrift, die zwischen 1473 und 1478 von Niccolò Burzio geschrieben wurde.
- „Tam admirabilis quam tacita et quietissima numerorum concinentia“ (Autorschaft und Entstehungszeit fraglich).
- Der seit François-Joseph Fétis (1784–1871) Gallicus oft zugeschriebene „Tractatus de musica plana“ stammt nach heutiger Ansicht von Musikwissenschaftlern nicht von ihm.